# Riccardo Orsolini
Riccardo Orsolini (* 24. Januar 1997 in Ascoli Piceno) ist ein italienischer Fußballspieler, der beim FC Bologna unter Vertrag steht. Der Flügelspieler ist seit November 2019 italienischer Nationalspieler.

## Karriere

### Anfänge
Orsolini stammt aus der Jugendabteilung des Ascoli Calcio aus seiner Heimatstadt. Nach starken Leistungen für die Primavera, bestritt er am 26. März 2016 bei der 1:2-Heimniederlage gegen L.R. Vicenza Virtus sein Debüt für die erste Mannschaft. In der folgenden Saison 2016/17 wurde er zum Stammspieler am rechten Flügel des Zweitligisten und erzielte sein erstes Tor am 15. Oktober 2016 bei der 1:4-Heimniederlage gegen Hellas Verona. Am 30. Januar 2017 erwarb der Erstligisten Juventus Turin für eine Ablösesumme in Höhe von 6 Millionen Euro die Transferrechte an Orsolini, der für die restliche Spielzeit auf Leihbasis in Ascoli verblieb. Am Ende der Saison hatte er in 41 Ligaeinsätzen acht Tore und sechs Vorlagen auf seinem Konto.

### Über Bergamo nach Bologna
Zur Saison 2017/18 wechselte Orsolini in einem Leihgeschäft zu Atalanta Bergamo in die Serie A. Der ursprünglich zwei Jahre andauernde Leihvertrag wurde jedoch bereits nach einem erfolglosen halben Jahr und nur acht Kurzeinsätzen aufgelöst.
Er kehrte in den Piemont zurück und schloss sich Ende Januar 2018 leihweise dem FC Bologna für eineinhalb Jahre an. Die Rossoblu sicherten sich außerdem eine Kaufoption. Auch in Bologna kam er in der verbleibenden Saison 2017/18 nur unregelmäßig zum Einsatz. In 15 Ligaspielen gelang Orsolini in dieser Spielzeit kein Treffer. Erst in der folgenden Saison 2018/19 schaffte er den Durchbruch beim FC Bologna und konnte nun auch in der höchsten italienischen Spielklasse auf sich aufmerksam machen. Sein erstes Saisontor erzielte er am 30. September 2018 beim 2:1-Heimsieg gegen Udinese Calcio. Sein leihverein kämpfte die gesamte Spielzeit hinweg um den Abstieg, den man erst in der entscheidenden Phase der Saison entgehen konnte. Ein entscheidender Faktor dafür waren die wichtigen Tore Orsolinis, der in den letzten elf Ligaspielen sechs Tore erzielen konnte und zwei weitere assistierte. Seine acht Tore und fünf Vorlagen in 35 Einsätzen bescherten Bologna letztendlich den 10. Tabellenplatz in der Abschlusstabelle.
Zur Saison 2019/20 aktivierte der FC Bologna schließlich die vereinbarte Kaufoption in Höhe von 15 Millionen Euro und stattete ihn mit einem Dreijahresvertrag aus.

### Nationalmannschaft
Riccardo Orsolini nahm mit der italienischen U-20-Nationalmannschaft an der U-20-Weltmeisterschaft 2017 in Südkorea teil, bei der man den 3. Platz erreichen konnte. Mit fünf Toren wurde er bei diesem Turnier Torschützenkönig und erhielt den Goldenen Schuh.
Sein Debüt für die U21 gab Orsolini unter Luigi Di Biagio am 1. September 2017 bei der 0:3-Testspielniederlage gegen die spanische Auswahl. Insgesamt kam er für die U21 bis Juni in 15 Länderspielen zum Einsatz, in denen er drei Mal traf.
Am 18. November 2019 gab Orsolini beim 9:1-Heimsieg gegen Armenien in der Fußball-Europameisterschaft 2020/Qualifikation für die Europameisterschaft 2020 sein Debüt für die A-Auswahl. Er wurde von Trainer Roberto Mancini in der Halbzeitpause für Nicolò Barella eingewechselt und erzielte einen Treffer und bereitete zwei weitere vor. Ein Jahr später konnte er bei seinem zweiten Einsatz, einem Freundschaftsspiel gegen Estland, erneut nach Einwechslung treffen. Seither wurde er jedoch nicht mehr berücksichtigt.

## Erfolge
FC Bologna
- Italienischer Pokalsieger: 2024/25

### Individuelle Auszeichnungen
- Torschützenkönig der U20-Weltmeisterschaft 2017